# (73655) 1981 EL9
1981 إي أل 9 (ويعرف أيضًا باسم (73655) 1981 إي أل 9 وفق تسمية الكوكب الصغير) (بالإنجليزية: 1981 EL9)‏ هو كويكب ضمن حزام الكويكبات؛ وترتيبه 73655 من حيث الاكتشاف.
اكتُشف هذا الجُرم الفلكي بواسطة شيلت جون بوبي في 1 مارس 1981.

## وصلات خارجية
- (73655) 1981 EL9 في قاعدة بيانات مختبر الدفع النفاث لأجرام النظام الشمسي الصغيرة

- الاكتشاف · مخطط المدار ·  العناصر المدارية · المعلمات المادية

- (73655) 1981 EL9 على موقع ويكي سكاي: DSS2, SDSS, GALEX, IRAS, Hydrogen α, X-Ray, Astrophoto, Sky Map, Articles and images